# Polygala bennae
Polygala bennae är en jungfrulinsväxtart som beskrevs av Jacques-felix. Polygala bennae ingår i släktet jungfrulinssläktet, och familjen jungfrulinsväxter. Inga underarter finns listade i Catalogue of Life.